# Gasparia rustica
Gasparia rustica är en spindelart som beskrevs av Forster 1970. Gasparia rustica ingår i släktet Gasparia och familjen Desidae. Inga underarter finns listade i Catalogue of Life.